# Gallaway (Tennessee)
Pour les articles homonymes, voir Gallaway.
Gallaway est une municipalité américaine située dans le comté de Fayette au Tennessee.
Selon le recensement de 2010, Gallaway compte 680 habitants. La municipalité s'étend sur 6,13 milles carrés (15,88 km2).
D'abord appelée Concordia avec le bourg voisin de Braden, la localité est renommée en 1855 en l'honneur de J. M. Gallaway, directeur d'une usine locale. Gallaway devient une municipalité en 1966.